# Rock My World
Rock My World è una raccolta del cantante statunitense Bret Michaels, pubblicata il 3 giugno 2008.

## Tracce
1. Go That Far (Rock of Love with Bret Michaels Theme) – 2:53
2. Driven (dall'album Freedom of Sound) – 3:02
3. Fallen (traccia inedita) – 3:42
4. Raine (dall'album Songs of Life) – 3:53
5. Bittersweet (dall'album Songs of Life) – 3:22
6. Start Again (traccia inedita) – 3:16
7. Songs of Life (dall'album Songs of Life) – 3:13
8. Strange Sensation (dall'album Songs of Life) – 2:56
9. All I Ever Needed (dall'album Freedom of Sound) – 3:30
10. Menace to Society (dall'album Songs of Life) – 2:48
11. Right Now, Right Here (dall'album Freedom of Sound) – 3:23
12. It's My Party (2008 Mix) – 2:59

## Classifiche
| Classifica (2008)         | Posizione massima |
| ------------------------- | ----------------- |
| Stati Uniti               | 40                |
| Stati Uniti (independent) | 4                 |
| Stati Uniti (hard rock)   | 4                 |
| Stati Uniti (rock)        | 16                |